# マルガレタ・ヤコヴァツ
マルガレタ・ヤコヴァツ（Margareta Jakovac、1983年11月8日 - ）はクロアチアの女子アーティスティックスイミング選手。ザグレブ出身。
2009年にローマで開催された世界水泳選手権に出場し、ソロ・フリーで予選20位、カルメン・パカディと組んだデュエット・フリーでは予選24位で敗退した。